# Энциклопедия виноградарства
Энциклопедия виноградарства — трёхтомное энциклопедическое издание на русском языке, первый советский и русскоязычный сборник научных знаний в этой области.

## Содержание
Издание было выпущено в Кишинёве в трёх томах главной редакцией Молдавской Советской Энциклопедии в 1986 году тиражом в 50 000 экземпляров. В нём собраны статьи и термины из разделов виноградарства:
- анатомия;
- морфология;
- систематика;
- физиология и биохимия;
- генетика;
- селекция;
- ампелография;
- экология винограда;
- агротехника;
- хранение свежего винограда и его переработка.

Большое внимание в книге уделено процессу селекции винограда, созданию новых столовых и технических сортов, устойчивости к болезням и вредителям, экстремальным факторам окружающей среды; также описаны новые технологии выращивания винограда с применением комплексной механизации.
В энциклопедии упомянуты древние геопоники, также размещены статьи, освещающие технологические процессы переработки винограда, описаны различные типы и марки винодельческой продукции. Ряд статей описывает утилизацию вторичных продуктов виноделия. Образованы новые разработки и внедрения высокопроизводственным текущих линий переработки винограда, производства сухих вин, соков и других безалкогольных напитков, создание новых безотходных производств, экспресс-методы и технические средства контроля качества сырья, готовой продукции и технологических процессов.
Также значительное место энциклопедия предоставила статьям об ученых виноделах и предприятиях, занимающихся выращиванием и переработкой винограда, винзаводам, предприятиям, выпускающим оборудование для винодельческой промышленности и учебно-исследовательским институтам и учебным заведениям винодельческой отрасли, помещена подробная информация о виноделии в ведущих странах отрасли.
- Первый том содержит около 2 200 статей: А — Карабурну (512 страниц с иллюстрациями:186 цветных, 348 черно-белых, 15 картосхем);
- Второй том содержит 2 066 статей: Карантин — Пыльник (504 страницы с иллюстрациями: 240 цветных, более 700 черно-белых, 4 карты);
- Третий том содержит более 2 000 статей: Пыльца — Ярус (552 страницы с иллюстрациями: 193 цветных, 322 черно-белых, 14 картосхем).

## Авторы
- Гузун, Николай Иванович — директор НИИ плодоводства, виноградарства и виноделия.
- Тимуш, Андрей Иванович — член-корреспондент Академии наук Молдавской ССР, главный редактор Главной редакции Молдавской советской энциклопедии.